# Supercharger (album)
Supercharger è il quarto album in studio del gruppo musicale statunitense Machine Head, pubblicato il 2 ottobre 2001 dalla Roadrunner Records.
L'album riprende le sonorità del precedente, puntando più su un nu metal/rap metal in voga in quegli anni, a discapito del thrash metal/groove metal dei primi dischi.

## Tracce
Testi di Robert Flynn, musiche dei Machine Head.
1. Declaration – 1:11
2. Bulldozer – 4:35
3. White-Knuckle Blackout! – 3:14
4. Crashing Around You – 3:13
5. Kick You When You're Down – 4:10
6. Only the Names – 6:07
7. All in Your Head – 4:50
8. American High – 3:48
9. Brown Acid – 0:59
10. Nausea – 4:23
11. Blank Generation – 6:38
12. Trephination – 4:58
13. Deafening Silence – 5:33
14. Supercharger – 3:48

## Formazione
- Robert Flynn – voce, chitarra
- Ahrue Luster – chitarra
- Adam Duce – basso
- Dave McClain – batteria